# Calea
Calea es un género de plantas de la familia de las asteráceas. Comprende 291 especies descritas y de estas, solo 148 aceptadas. Tiene una distribución neotropical.

## Descripción
Son arbustos (en Nicaragua) o hierbas; con tallos erectos, pilosos. Hojas opuestas; cortamente pecioladas o casi sésiles. Capitulescencias de capítulos sésiles o pedunculados en agrupaciones más o menos umbeliformes; capítulos radiados o discoides; filarias en ca 3–5 series, imbricadas, estriadas, todas escariosas o las más exteriores herbáceas; páleas escariosas, no evidentes en los capítulos; flósculos del radio, cuando presentes, fértiles, las lígulas amarillas; flósculos del disco numerosos, perfectos, las corolas amarillas o blancas. Todos los aquenios con un vilano de escamas.

## Taxonomía
El género fue descrito por Carlos Linneo y publicado en Species Plantarum, Editio Secunda 2: 1179. 1763. La especie tipo es: Calea jamaicensis (L.) L.

## Algunas especies
- Calea aculeata Labill. = Cassinia aculeata (Labill.) R.Br.
- Calea glomerata Klatt
- Calea huigrensis
- Calea leptophylla G.Forst. = Ozothamnus leptophyllus (G.Forst.) Breitw. & J.M.Ward
- Calea ternifolia Kunth; sin.: Calea zacatechichi Schltdl.
- Calea uniflora Less.
- Calea urticifolia (Mill.) DC.
- Calea zacatechichi Schltdl. = Calea ternifolia Kunth

## Bibliografía

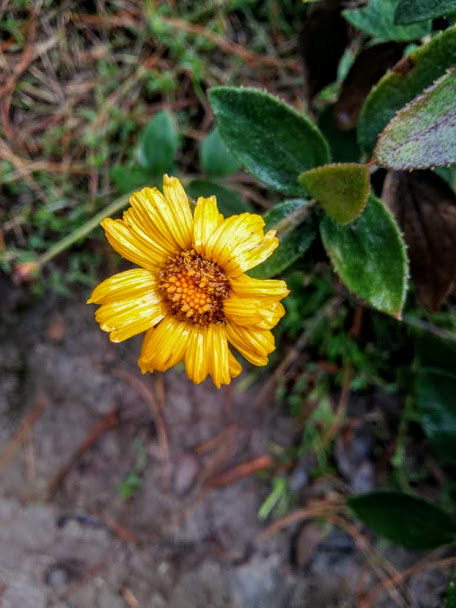
Calea peruviana